# St. Lucas (Iowa)
St. Lucas – miasto w Stanach Zjednoczonych, w stanie Iowa, w hrabstwie Fayette. W 2000 roku liczyło 178 mieszkańców.